# Melitaea narbonensis
Melitaea narbonensis är en fjärilsart som beskrevs av Hans Fruhstorfer 1917. Melitaea narbonensis ingår i släktet Melitaea och familjen praktfjärilar. Inga underarter finns listade i Catalogue of Life.